# Dorcaschema nigrum
Dorcaschema nigrum är en skalbaggsart som först beskrevs av Thomas Say 1827.  Dorcaschema nigrum ingår i släktet Dorcaschema och familjen långhorningar. Inga underarter finns listade i Catalogue of Life.